# Izenave
Izenave és un municipi del departament francès de l'Ain, a la regió d'Alvèrnia-Roine-Alps.

## Geografia
Izenave es troba a 690 metres sobre el nivell del mar i a 15 quilòmetres en línia recta de la ciutat d'Ambérieu-en-Bugey. El poble es troba en ple Bugey, al sud de la vall de Combe du Val de la serra de Jura i a l'est de Chaîne de l'Avocat.
La superfície de 13,04 km² del terme municipal cobreix una bona part de la part sud francesa de la serra de Jura. La part central és ocupada per la vall orientada cap al nord de Combre du Val (a 680 metres sobre el nivell del mar de mitjana), que forma un sinclinal en plena serra. Per aquesta conca hi flueix el Borrey cap al nord, fins que desemboca a l'Oignin. Aquesta conca limita per l'est amb l'anticlinal de Crêt de Châtillon. A l'oest, el terme municipal toca la serra de Chaîne de l'Avocat, on es troba, a 1008 metres sobre el nivell del mar, el punt més elevat d'Izenave. L'extrem oest del terme municipal es troba a la vall de Bief de la Fouge.
El llogarret de Brouillat, així com alguns masos dispersos d'aquest terme, pertanyen a Izenave. Els pobles veïns d'Izenave són Cerdon i Vieu-d'Izenave pel nord, Lantenay i Corcelles per l'est, Aranc pel sud i Corlier per l'oest.

## Història
El terme municipal d'Izenave ja estava habitat en temps dels celtes i d'aquesta època en queda un túmul. La primera vegada en què s'ementa Izenave en un document conegut és en un del segle xii, en què se l'esmenta com a seu dels senyors de Coligny. Posteriorment, el poble passà a mans de Rougemont. Durant tota l'Edat Mitjana es trobà sota sobirania dels comptes de Savoia. Amb el tractat de Lió, Izenave passà a formar part, l'any 1601, de França.

## Llocs d'interès
L'església d'Izenave fou construïda segons l'estil gòtic. A més, hi queden ruïnes del segle xiv del castell La Valière.

## Població
Amb 146 habitants (1999), Izenave pertany als municipis més petits del departament de l'Ain. Després que el nombre d'habitants es reduís dràsticament a la primera meitat del segle xx (l'any 1896 hi havia 297 habitants), es començà a registrar una lleugera recuperació de població a partir de la dècada de 1980.

## Economia i infraestructures
Izenave fou un poble essencialment que viu de l'agricultura, especialment de la llet i la ramaderia fins al segle xx. I encara avui la majoria d'habitants viuen del sector primari. Al poble hi ha pocs llocs de treball fora del sector primari.
El poble es troba bastant a prop de la carretera departemental que duu de Saint-Martin-du-Frêne a Hauteville-Lompnes. Altres connexions per carretera són les que duen a Lantenay i a Corlier. L'entrada a l'autopista més pròxima, l'Autoroute A40, es troba a uns 13 quilòmetres de distància.